# Jonas Oldacre

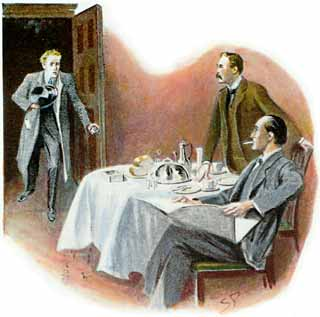
McFarlane visita Holmes (sentado) e Watson, por Sidney Paget.

Jonas Oldacre é uma personagem de ficção das aventuras de Sherlock Holmes escritas por Arthur Conan Doyle. É o vilão da história O Construtor de Norwood, um dos treze contos reunidos na coletânea A volta de Sherlock Holmes.
Oldacre, um empresário do ramo da construção, aparece certo dia no escritório do jovem advogado John Hector McFarlane e lhe pede que redija em termos legais seu testamento. McFarlane fica surpreso quando vê, ao copiar o rascunho do documento, que Oldacre o indica como herdeiro de todos os seus bens. O generoso senhor diz que é solteiro, não tem parentes vivos e conheceu os pais do advogado na juventude.
Alegando que ainda há alguns documentos para serem vistos, Oldacre convida o advogado a ir naquela mesma noite até sua casa, em Norwood. Pede a ele que leve o testamento e não diga nada a seus pais. "Quero que seja uma surpresa para eles", diz. McFarlane o descreve como homem estranho, baixo, de ar astuto, com pestanas quase brancas.
Na manhã seguinte, McFarlane lê no jornal que Oldacre foi assassinado durante a noite e seu corpo queimado numa pilha de madeira do quintal. Ele é o principal suspeito. McFarlane procura Holmes e pede sua ajuda. Os fatos não são favoráveis para ele e é preso pelo inspetor Lestrade.
Em sua investigação, Holmes descobre que Oldacre é um crápula refinado. Ouve a mãe do advogado, que lhe diz que, desde jovem, "ele mais parecia um gorila astuto e maldoso que um ser humano". Conta-lhe que desmanchou o noivado com ele porque, entre outras perversidades, soltou um gato num aviário. No dia de seu casamento, devolveu-lhe sua foto deformada e mutilada por uma faca.
Ao ser rejeitado, Oldacre resolveu se vingar. Mas a vingança é apenas um detalhe. Jonas é solteiro e já chegou aos 52 anos. Tem a fama de ser excêntrico, misterioso e reservado. Parece estar afastado da profissão há alguns anos e tudo indica que ela lhe trouxe grande fortuna.
Na verdade, nos dois últimos anos seus negócios não andam bem, devido a especulações mal-sucedidas. Passa a lesar os credores e a transferir quantias de grande valor para um certo senhor Cornelius, que é ele mesmo. Pretende mudar de nome, retirar o dinheiro e fugir, recomeçando a vida em outro lugar.
Dando a impressão de que foi assassinado, ninguém o perseguiria e também se vingaria da antiga noiva, fazendo com que seu filho único fosse acusado do crime. "Uma obra-prima de canalhice que ele realizou com mão de mestre", diz Holmes. Mas o grande detetive frustra seus planos.